# Xosé Cid Cabido
Xosé Cid Cabido (Xunqueira de Ambía, Ourense, 1959) és un escriptor gallec. Redactor i guionista ocasional de programes de la TVG com Sitio Distinto (1990-1991), va treballar en Edicións Xerais.
A partir d'uns inicis experimentals amb els relats Días contados (1991), ha acabat per inscriure's en el realisme amb la novel·la Panificadora (1994), Premi Blanco Amor, amb la qual estrenarà el terme "evidencialista" aplicat a la seva narrativa, i sobretot la novel·la Grupo Abeliano (1999), també Premi Blanco Amor.